# Tony Brooks
Charles Anthony Standish Brooks, detto Tony (Dukinfield, 25 febbraio 1932 – Londra, 3 maggio 2022), è stato un pilota automobilistico britannico.
Vincitore di 6 Gran Premi di Formula 1, è considerato, insieme a Stirling Moss, uno dei migliori piloti a non essere mai riusciti a conquistare un campionato mondiale.
Ha preso parte a 39 Gran Premi, debuttando in gara il 14 luglio 1956. In precedenza, era stato il primo pilota inglese, a distanza di oltre trent'anni, a vincere un Gran Premio a bordo di una monoposto britannica, conquistando nel 1955, su una Connaught, il primo posto a Siracusa in un Gran Premio non valido per il calendario mondiale.
È morto all'età di 90 anni.

## Carriera

### Gli inizi
Figlio di un dentista, egli stesso intraprese studi di odontoiatria, dedicandosi al contempo alla sua passione per l'automobilismo. Esordì, infatti, per la prima volta in una gara nel 1952. Per i primi anni corse soprattutto in eventi locali, fino a quando, nel 1955, non gli venne offerta la possibilità di guidare una Connaught di Formula 2 al Crystal Palace, in cui giunse quarto, e, successivamente, vetture della Aston Martin.
Le buone prestazioni ottenute favorirono la sua partecipazione al Gran Premio di Siracusa dello stesso anno, a cui partecipò nonostante stesse preparando gli esami universitari: Brooks, alla guida di una Connaught, riuscì a imporsi, attirando su di sé l'attenzione di diversi team di Formula 1 e diventando il primo pilota inglese dal 1924 a vincere una corsa fuori dal Regno Unito.

### Formula 1

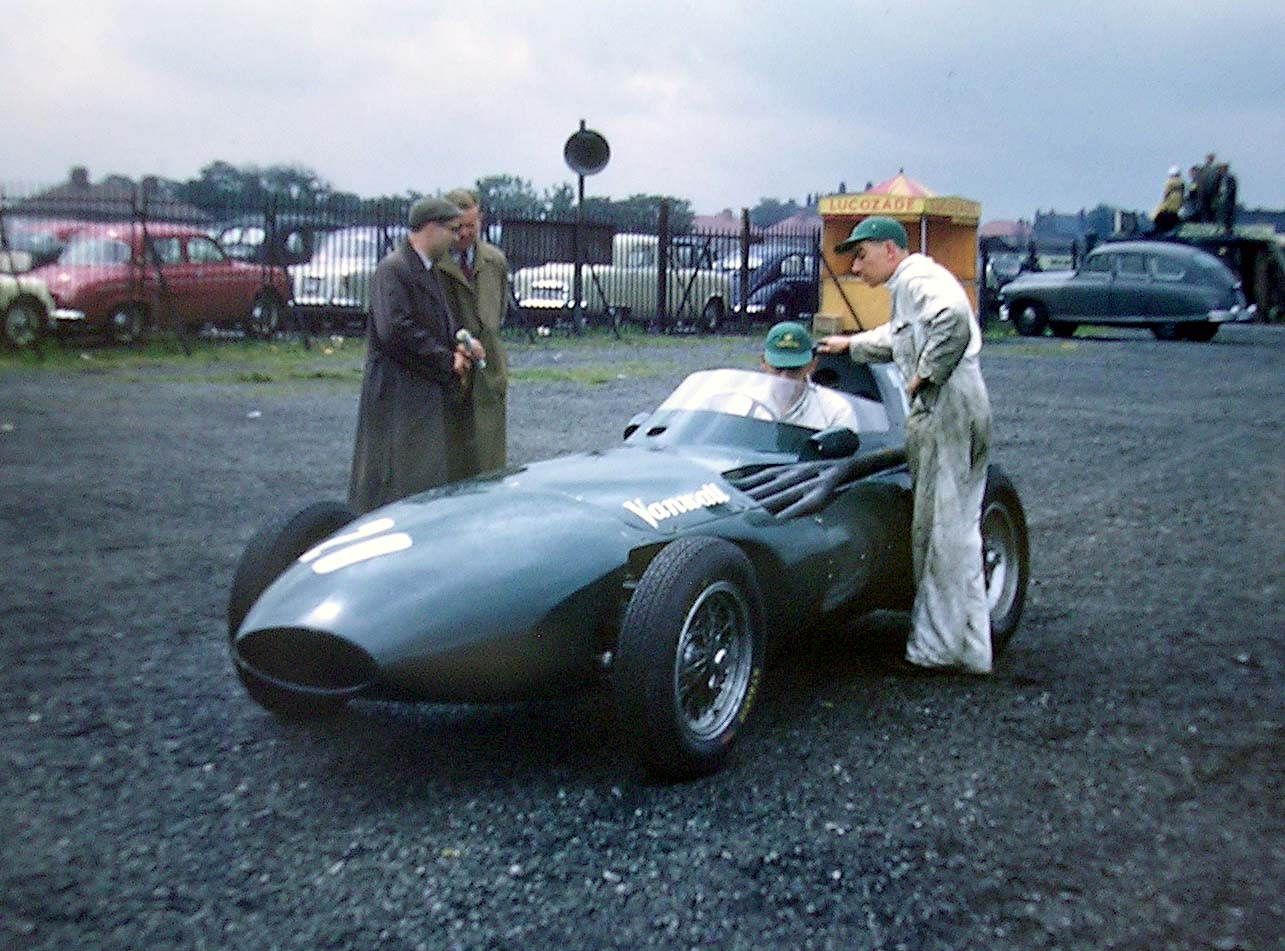
La Vanwall VW5 con cui Brooks vinse la prima gara, il Gran Premio di Gran Bretagna 1957, condividendola con Stirling Moss

Firmò dunque un contratto con la BRM, con cui fece il suo debutto in Formula 1 al Gran Premio di Monaco 1956, in cui non riuscì, però, a prendere il via. Successivamente partecipò all'appuntamento in Gran Bretagna, ma fu vittima di un incidente in cui si fratturò la mascella a causa del blocco dell'acceleratore avvenuto sulla sua vettura. Contemporaneamente continuò comunque a correre per l'Aston Martin nelle competizioni a ruote coperte.
Brooks conquistò nel 1957 ad Aintree, nel Gran Premio di Gran Bretagna, la prima vittoria — condivisa con Stirling Moss — in un Gran Premio di Formula 1 per una vettura costruita nel Regno Unito, una Vanwall VW5.
Nella stagione 1958, sempre con la Vanwall, vinse i Gran Premi di Belgio (Spa-Francorchamps), Germania (Nürburgring Nordschleife) e Italia (Monza), piazzandosi al terzo posto della classifica mondiale piloti.
Per il campionato 1959 si trasferì alla Ferrari. Durante le trattative per il suo passaggio alla scuderia di Maranello, Brooks richiese di non dover correre la 24 Ore di Le Mans, in ragione dell'incidente avuto l'anno precedente, condizione che il patron Enzo Ferrari accettò. Durante quest'annata riuscì a imporsi al Gran Premio di Francia, corso a Reims e al Gran Premio di Germania all'AVUS. Le sue possibilità d'imporsi e divenire campione del mondo, però, s'infransero a Monza a causa di un guasto alla frizione, che gli impedì di prendere il via della gara; in precedenza, Brooks aveva già dovuto scontare la diserzione della Ferrari ad Aintree per uno sciopero, mentre ulteriore motivo di rammarico fu la cancellazione dal calendario del Gran Premio del Belgio, che si svolgeva su una pista gradita al pilota inglese. A fine anno si classificò dunque secondo, dietro a Jack Brabham, divenendo vicecampione.
Nel 1960 e 1961 ottenne alcuni piazzamenti in zona punti guidando macchine Cooper e BRM del team Yeoman Credit, ritirandosi poi dalle competizioni a soli 29 anni.
Tra gli sport prototipi ha vinto la 1000 km del Nürburgring nel 1957 e il prestigioso Tourist Trophy nel 1958, entrambe le volte a bordo di un'Aston Martin DBR1.
In totale, in Formula 1 Brooks ha conquistato 6 vittorie, 3 pole position e 10 podi, raggiungendo un secondo posto nella classifica mondiale del 1959.

## Risultati in Formula 1
| 1956 | Scuderia | Vettura |  |    |  |  |  |     |  |  |  |  |  | Punti | Pos. |
| ---- | -------- | ------- |  | -- |  |  |  | --- |  |  |  |  |  | ----- | ---- |
| 1956 | O.R.O.   | BRM P25 |  | NP |  |  |  | Rit |  |  |  |  |  | 0     |      |

| 1957 | Scuderia | Vettura |  |   |  |  |   |   |     |   |  |  |  | Punti | Pos. |
| ---- | -------- | ------- |  | - |  |  | - | - | --- | - |  |  |  | ----- | ---- |
| 1957 | Vanwall  | Vanwall |  | 2 |  |  | 1 | 9 | Rit | 7 |  |  |  | 11    | 5º   |

| 1958 | Scuderia | Vettura |  |     |     |  |   |     |   |   |     |   |     | Punti | Pos. |
| ---- | -------- | ------- |  | --- | --- |  | - | --- | - | - | --- | - | --- | ----- | ---- |
| 1958 | Vanwall  | Vanwall |  | Rit | Rit |  | 1 | Rit | 7 | 1 | Rit | 1 | Rit | 24    | 3º   |

| 1959 | Scuderia          | Vettura          |   |  |     |   |     |   |   |     |   |  |  | Punti | Pos. |
| ---- | ----------------- | ---------------- | - |  | --- | - | --- | - | - | --- | - |  |  | ----- | ---- |
| 1959 | Ferrari e Vanwall | 246 F1 e Vanwall | 2 |  | Rit | 1 | Rit | 1 | 9 | Rit | 3 |  |  | 27    | 2º   |

| 1960 | Scuderia         | Vettura              |  |   |  |     |     |     |   |   |  |     |  | Punti | Pos. |
| ---- | ---------------- | -------------------- |  | - |  | --- | --- | --- | - | - |  | --- |  | ----- | ---- |
| 1960 | Yeoman e Vanwall | Vanwall e Cooper T51 |  | 4 |  | Rit | Rit | Rit | 5 | 5 |  | Rit |  | 7     | 11º  |

| 1961 | Scuderia | Vettura |    |   |    |     |   |     |   |   |  |  |  | Punti | Pos. |
| ---- | -------- | ------- | -- | - | -- | --- | - | --- | - | - |  |  |  | ----- | ---- |
| 1961 | O.R.O.   | BRM P48 | 13 | 9 | 13 | Rit | 9 | Rit | 5 | 3 |  |  |  | 6     | 10º  |

| Legenda | 1º posto     | 2º posto | 3º posto    | A punti         | Senza punti/Non class.  | Grassetto – Pole position Corsivo – Giro più veloce |
| Legenda | Squalificato | Ritirato | Non partito | Non qualificato | Solo prove/Terzo pilota | Grassetto – Pole position Corsivo – Giro più veloce |